# Saelices de Mayorga
Saelices de Mayorga is een gemeente in de Spaanse provincie Valladolid in de regio Castilië en León met een oppervlakte van 15,84 km². Saelices de Mayorga telt 117 inwoners (1 januari 2016).

## Demografische ontwikkeling
Bron: INE, 1857-2011: volkstellingen